# Trafford Training Centre
El Aon Training Complex (anteriormente conocido como el Trafford Training Centre y normalmente se conoce como Carrington), es el lugar de entrenamiento y la Academia del fútbol base del Manchester United. Situado en  Carrington, Gran Mánchester. La construcción del complejo comenzó en 1999, el edificio principal se inauguró oficialmente el 26 de julio de 2000, seis meses después de que el primer equipo hiciera la primera sesión de entrenamiento en el complejo, mientras que el edificio de la Academia fue inaugurado en 2002. El edificio de la Academia corresponde a los jóvenes equipos del Manchester United, desde los Sub-9 hasta los Sub-18, mientras que el edificio principal corresponde al equipo reserva (Sub-21) y al primer equipo. El centro sustituirá el antiguo terreno de entrenamiento, The Cliff. En 2013, las adiciones fueron terminadas en el complejo, que incluye un departamento de médico y ciencias del deporte, con lo que el costo total de la construcción del complejo de entrenamiento ha costado más de 60 millones de libras. El complejo es considerado como una de las instalaciones de entrenamiento de primera clase en el fútbol mundial, y se caracteriza por su carácter secreto, medidas de seguridad y el uso de la tecnología moderna de vanguardia.
El centro cuenta con catorce campos de fútbol de diferentes tamaños, mientras que en el interior del complejo hay zonas de preparación y rehabilitación, fisioterapia, salas de masaje y piscinas de hidroterapia. También hay squash, baloncesto, sauna, baño de vapor y sala de pesas, un restaurante para el cuerpo técnico y los jugadores, así como salas de conferencias, oficinas y aulas. Incluso tiene un estudio de televisión para entrevistar a los jugadores y el personal para MUTV. Los medios de comunicación han denominado el centro la  "Fortaleza Carrington" , debido a los 2,4 kilómetros de cercas y 30.000 árboles que lo rodean, con el fin de impedir a los miembros de los medios de comunicación y a los equipos rivales espiar las tácticas del equipo de los siguientes partidos.
El campo central tiene una superficie de 0,44 km². El resto de la tierra se alquila a un agricultor local, y también incluye una pequeña reserva natural, que es mantenida por el club y el Fideicomiso de Vida Silvestre Cheshire.

## Desarrollo
Hacia el final de la década de 1990, el entrenador del Manchester United Alex Ferguson sentía como si el campo de entrenamiento del club,  "The Cliff"  (que había estado en uso desde 1938), era inadecuado para la Premier League entrando en el siglo 21. Ferguson también estaba descontento por la falta de privacidad en  "The Cliff" , con los periodistas estaban presentes diariamente, los equipos oponentes eran capaces de ver las sesiones de entrenamiento, y los aficionados en el complejo pidiendo autógrafos y fotografías con los jugadores. El director del club se puso a buscar una nueva ubicación para su campo de entrenamiento, y compró más de 100 acres de tierra aislada en Carrington, Trafford - a menos de 10 millas de distancia del estadio del Manchester United, el Old Trafford - con una visión de transformarlo en un centro de formación del deporte de clase mundial. La construcción comenzó en 1999, con un presupuesto de 22 millones de libras, de las cuales £14 millones se gastaron en el Edificio Principal (primer equipo) que se abrió en el verano de 2000, y otros £8.000.000 gastado en el edificio para la Academia, abriéndose en el verano de 2002. Una nueva inversión de £25,000,000 en la instalación médica y ciencias del deporte en 2013. Esto hizo que el costo total de la construcción sea de más de 60 millones de libras. Aproximadamente 300 personas trabajan en Carrington diariamente.

## Comodidades

### Edificio Principal
El edificio principal, que alberga el primer equipo del Manchester United, fue inaugurado en la pretemporada de 2000. Se compone de dos niveles. La planta baja incluye; un gran gimnasio, pistas de atletismo bajo techo, sala de entrenamiento de rehabilitación, canchas de squash y baloncesto, gimnasio, piscina de 25 metros, piscinas correctivas y de hidroterapia, piscina de hidromasaje, jacuzzi, cintas de correr bajo el agua, sauna y salas de vapor, centro de bronceado (por la vitamina D), salas de yoga, oficinas administrativas y ejecutivas, vestuarios para siete equipos, vestuario del personal, cuartos de lavado y cinco cuartos para las equipaciones y el calzado del equipo. El primer piso incluye; la oficina del director técnico del primer equipo (con vistas a campos de entrenamiento), oficina del asistente personal del director técnico, oficina del asistente del director técnico, oficinas de los entrenadores, suite para el análisis táctico del partido y del oponente, salas de tratamiento de fisioterapia (con 10 camas de fisioterapia), salas de masajes, estación de primeros auxilios, oficina del doctor, la oficina del fisio (con vistas a las piscinas, sala de rehabilitación y sala de pesas), aulas, salas de conferencias, oficinas del personal de caridad (Manchester United Foundation), restaurante con capacidad para más de 100 personas, salas de star, de recreación y salas de juegos para los jugadores, así como un elevador, galería cubierta con vista a los emplazamientos de tiendas. El edificio principal se amplió en 2013.

### La Academia
El edificio para la Academia, que alberga al Manchester United Football Club Reserves, fue inaugurado en el cierre de la temporada 2002 por la leyenda del club de Bobby Charlton, él mismo es un producto de la prestigiosa Academia del club. El edificio para la Academia consta de dos niveles. La planta baja incluye; un campo de fútbol bajo techo con una superficie igual a la de uno al aire libre, una de tamaño completo sintética al aire libre con calefacción e iluminación (construido con las especificaciones del terreno de juego del Old Trafford), 11 camerinos para; equipos juveniles, entrenadores y árbitros, salón de información de los directores técnicos, equipaciones y calzado y la oficina del fisioterapeuta. El primer piso incluye; balcón con vista al interior del terreno de juego, balcón exterior con vistas a las canchas de fútbol al aire libre, sala de star para los visitantes y los padres, salas de formación del personal y un estudio de televisión del canal oficial del equipo MUTV. Los jóvenes del Manchester United Soccer Schools también utilizan el complejo de la Academia, y los jóvenes estudiantes pueden hacer uso de los servicios de educación.

### Departamento de Ciencia Médica y Deportiva
En 2012, se empezó a construir la instalación médica con un costo de £25 millones. Fue terminado a principios de 2013, e incluye lo último en técnicas médicas y ciencias del deporte para el tratamiento de lesiones de los jugadores y ayudar en la recuperación, con salas de tratamiento y oficinas para; médicos, fisioterapeutas, los científicos del deporte, psicólogos deportivos, estadísticos y dietistas. La instalación esta suministra con £13 millones en equipo médico por Toshiba Medical Systems Corporation, como parte de su patrocinio con el club, y el centro médico está equipado con rayos X de tomografía computarizada (CT ), resonancia magnética (MRI) y escáneres ecográficos, así como otros equipos de detección de alta tecnología normalmente reservados para los hospitales. Esto significa que el Manchester United se ha convertido en el primer club de fútbol europeo con la capacidad de completar exámenes médicos directamente en el campo de entrenamiento, para evitar la atención del público y los medios de comunicación. Como parte de la inversión, el club también ha abierto un nuevo centro de medios (llamado "Centro Jimmy Murphy"), mejorado sus parques para el personal, aparcamientos, y se construyó un nuevo centro de seguridad en el campus.

### Instalaciones al aire libre
El sitio cubre una superficie total de 108 acres (440,000 m²), de las cuales 85 hectáreas son utilizadas por el club. En los jardines, hay un total de 14 campos de fútbol de diferentes tamaños; 12 de las cuales son campos en césped (con drenaje, riego por aspersión, calefacción y proyectores), uno de tamaño completo con iluminación exterior y climatizada con todo tipo de clima, uno de tamaño completo con iluminación interior y climatizada con césped artificial y una zona de entrenamiento especial para el arquero. Se utiliza la misma superficie que el campo en el Old Trafford. Hay un helipuerto en la estructura. Los 23 acres de tierra restante incluye una pequeña reserva natural, mantenida por el club y el Cheshire Wildlife Trust. Hay dos estanques que se utilizan como parte del sistema de tratamiento de aguas residuales.

### Seguridad
Carrington es considerada una de las instalaciones de entrenamiento deportivo más secretas y seguras de Europa. Los medios de comunicación y los lugareños han bautizado el complejo como la "Fortaleza Carrington", debido a las medidas de seguridad vigentes en el mismo terreno. Hay un muro de alta seguridad de 2.4 km de largo, 8 metros de alto, Cámaras de videovigilancia, sistemas de detección de intrusos, y más de 30.000 árboles se han plantado alrededor del complejo, lo que hace imposible ver a los jugadores. El complejo está cubierto las 24/7 por un equipo de seguridad, que llevan a cabo patrullajes, con el fin de impedir que los miembros de los medios de comunicación y los espías de la oposición tengan acceso a las sesiones de práctica del equipo para los próximos partidos. Los aficionados se les prohíbe entrar en la instalación, y también tienen prohibido solicitar autógrafos y fotografías de los jugadores profesionales fuera de ella. Durante la temporada, se deja el ingreso en el complejo a los medios solo una vez por semana cuando se realiza la rueda de prensa antes de los partidos, y solo alguna vez se les permite tomar fotografías y videos de los entrenamientos del equipo - debido a los reglamentos de la UEFA - y de solo 15 minutos. Desde el año 2005, el campus ha sido inspeccionado regularmente para el funcionamiento de los dispositivos de audio y video por la seguridad del mismo. Hay una serie de entradas en el complejo, todo protegido por barreras de seguridad y custodiado por personal de seguridad, y son a kilómetros de distancia de las instalaciones reales. También hay un helipuerto en el campo de entrenamiento, que se utiliza para exámenes médicos de los jugadores y las transferencias, y por los dueños del club, la Familia Glazer.

## Patrocinio
En abril de 2013, el Manchester United anunció un acuerdo de derechos de nomenclatura de ocho años con Aon para que el Trafford Training Centre sea rebautizado como el Aon Training Complex hasta el año 2021. El acuerdo se ha estimado en un valor de £180 millones (£ 22.5 millones por año), tres veces lo desembolsado del club para la construcción del propio complejo de entrenamiento (£60 millones). Toshiba Medical Systems, como parte de su acuerdo de patrocinio de cinco años con el club, aporto £13 millones en sistemas médicos para el complejo en 2013.